# John Higgins
För andra betydelser, se John Higgins (olika betydelser).
John Higgins MBE, född 18 maj 1975 i Wishaw, North Lanarkshire, är en skotsk snookerspelare.

## Karriär
John Higgins blev proffs 1992, 17 år gammal. Redan i sin ungdom vann han rankingtävlingar och nådde finalen i Masters under säsongen 1994/1995. Under säsongen 1997/1998 vann han VM och två andra rankingtitlar, vilket gjorde att efter säsongen toppade han rankinglistan. Den följande säsongen vann han UK Championship och Masters. År 2007 vann han VM för andra gången och blev rankad som världsetta säsongen 2007/2008. Sin tredje VM-seger tog Higgins 2009, och han följde upp den med en fjärde VM-titel 2011. Därmed är han tillsammans med Stephen Hendry, Steve Davis, Ronnie O'Sullivan och Ray Reardon en av dem som vunnit fler än tre VM-titlar i modern tid.

### Spelstil
Higgins stora styrka är en kombination av hans fina förmåga att göra höga serier och hans utomordentligt säkra och taktiska spel. Han har under sin karriär lyckats med 12 maximumbreak på proffstouren samt gjort en bit över 900 centuries (oktober-2023) vilket placerar honom som nummer tre genom tiderna, enbart Ronnie O'Sullivan och Stephen Hendry har gjort fler. Han brukar kallas "The Wizard of Wishaw" ("Trollkarlen från Wishaw").

### Avstängd och bötfälld
Den 2 maj 2010 blev John Higgins avstängd tills vidare efter anklagelser för att ha tagit emot mutor på ungefär 300 000 euro för att medvetet ha förlorat frames i några matcher i World Series of Snooker. Higgins manager Pat Mooney och Higgins själv ska ha blivit filmade med dold kamera i Ukraina när Higgins diskuterade de uppgjorda matcherna, allt iscensatt av tidningen News of the World. Den 8 september meddelades domen: Higgins friades från anklagelserna om mutbrott men fick betala £ 75 000 i böter och blev avstängd från touren i 6 månader (2 maj–1 november) för att underlåtit att informera snookerförbundet om händelsen.
Higgins kom dock tillbaka starkt efter avstängningen, och vann såväl UK Championship som en deltävling i Players Tour Championship under slutet av 2010. Detta förde även honom tillbaka till förstaplatsen på världsrankingen, en plats som under hösten 2010 innehafts av Neil Robertson. Under våren 2011 avled Higgins far. Higgins kunde trots detta avsluta sin händelserika säsong med att vinna såväl Welsh Open som VM. År 2012 vann han Shanghai Masters. 
År 2015 började han säsongen starkt och vann International Championship och Australian Goldfields Open. Han fortsatte under 2016 med att vinna China Championship och Champion of Champions. År 2017 vann han Indian Open och även Championship League, som han också vann 2018. År 2021 vann han Players Championship och 2022 vann han Championship League för tredje gången.

## Titlar

### Rankingtitlar
- VM 1998, 2007, 2009, 2011
- UK Championship 1998, 2000, 2010
- Grand Prix 1994, 1999, 2005, 2008
- British Open 1995, 1998, 2001, 2004
- International Open/Scottish Open 1995, 1996
- International Championship 2015
- German Open 1995, 1997
- European Open 1997
- China International 1999
- Indian Open 2017
- Welsh Open 2000, 2010, 2011, 2015, 2018
- Shanghai Masters 2012
- Australian Goldfields Open 2015
- Players Championship 2021

### Mindre rankingtitlar
- Euro Players Tour Championship 5 - 2010
- Kay Suzanne Memorial Cup - 2012
- Bulgarian Open - 2013

### Övriga titlar
- Australian Open - 1994
- Charity Challenge - 1998, 1999
- Premier League - 1999
- Masters - 1999, 2006
- Irish Masters - 2000, 2002
- Scottish Masters - 2001
- Champions Cup - 2001
- Euro-Asia Masters Challenge - 2007
- World Series of Snooker (Jersey) - 2008
- World Series of Snooker (Moskva) - 2008
- Hainan Classic - 2011
- Scottish Professional Championship - 2011
- China Championship - 2016
- Champion of Champions - 2016
- Championship League - 2017, 2018, 2022

### Lagtitlar
- World Cup - 1996, 2019 (med Skottland)
- Nations Cup - 2001 (med Skottland)